# حزقيال مانويل سوريانو
حزقيال مانويل سوريانو (بالإسبانية: Juan Manuel Soriano Ruiz)‏ هو صحفي ومقدم تلفزيوني وممثل إسباني، ولد في 1920 في سانتا كروث دي تينيريفه في إسبانيا، وتوفي في 10 أكتوبر 1995 في برشلونة في إسبانيا. من الجوائز التي نالها جائزة أنداس ‏ سنة 1957.

## جوائز
- جائزة أنداس [الإنجليزية]‏ (1957)

## وصلات خارجية
- حزقيال مانويل سوريانو على موقع IMDb (الإنجليزية)